# Месје 99
Месје 99 (М99) је спирална галаксија у сазвежђу Береникина коса која се налази у Месјеовом каталогу објеката дубоког неба.
Деклинација објекта је + 14° 25' 3" а ректасцензија 12h 18m 49,3s. Привидна величина (магнитуда) објекта М99 износи 9,7 а фотографска магнитуда 10,4. Налази се на удаљености од 16,8000 милиона парсека од Сунца. М99 је још познат и под ознакама NGC 4254, UGC 7345, MCG 3-31-99, CGCG 99-11, CGCG 98-144, VCC 307, IRAS 12162+1441, PGC 39578.